# مطالع السعادة
كتاب مطالع السعادة و ينابيع السيادة هو مخطوطة مزخرفة صنعت في الدولة العثمانية عام 1582. بتكليف من السلطان مراد الثالث، الذي حكم السلطنة من عام 1574 إلى عام 1595، وقد تُرجمت من اللغة العربية للتركية العثمانية ويبدو أن جميع المنمنمات كانت تحت إشراف المعلم الشهير نقاش عثمان [الإنجليزية]، الذي رسم بلا شك سلسلة الصور الافتتاحية المتعلقة بعلامات الأبراج. ابتكر نقاش عثمان [الإنجليزية]، رئيس الرسامين في ورشة السراي من عام 1570 فصاعدًا، أسلوبًا مشهورًا بصوره الواقعية التي أثرت على الفنانين الآخرين في بلاط مراد.

## مراد الثالث وعصره
في النصف الأخير من القرن السادس عشر، امتدت أراضي الدولة العثمانية من بودابست إلى بغداد، ومن عُمان وتونس إلى مكة والمدينة، وشملت مدنًا عظيمة مثل دمشق والإسكندرية والقاهرة. كما سيطر الأتراك على طريق الحرير والبحر الأسود والنصف الشرقي من البحر الأبيض المتوسط. حكم السلطان الخلافة العثمانية من القسطنطينية، حيث عمل معه المهندسون المعماريون والرسامون والخطاطون والصاغة والخزفيون والشعراء، وغيرهم. كان مراد، حفيد سليمان القانوني، سلطانًا متعلمًا ومن علية القوم، وراعيًا بارزًا للفنون ومسؤولًا إلى حد كبير عن التطور الكبير للرسم التركي العثماني في القرن السادس عشر وأوائل القرن السابع عشر، والذي يُعتبر أكثر فتراته خصوبة. تميز حكمه أيضًا بمحاولته تمديد سلطانه مع إيران من جهة والدول المسيحية في أوروبا؛ وهذا لم يسر تاليًا بخير للسلطنة حيث وصلت لحالة سياسية تُعرف بالتوسع الإمبراطوري المفرط.
كان السلطان مراد الثالث منغمسًا تمامًا في الحياة السياسية والثقافية والعاطفية المكثفة للحريم. كان له 103 أبناء، لم يعش منهم سوى 47 بعده. وقد كلف بتأليف هذه الأطروحة عن السعادة خصيصًا لابنته فاطمة. توفي مراد في قصر طوب قابي في القسطنطينية عام 1595.

## المخطوطة
يصف كتاب مطالع السعادة بالتفصيل السمات المميزة لأولئك الذين ولدوا تحت كل من الأبراج الاثني عشر. تتضمن الرسوم التوضيحية المصاحبة لهذه الأوصاف رسومات توضح كيف تتغير الظروف البشرية وفقًا لاقتران النجوم، والعديد من جداول التطابقات الفسيولوجية وعلم الفراسة، والعديد من التفسيرات الصحيحة للأحلام وأطروحة عرافة غامضة للتنبؤ بمستقبل المرء. المخطوطة هي شهادة لا مثيل لها للعالم الشرقي في تلك الفترة، وهو عالم يسكنه شخصيات غامضة في أوضاع غريبة، وملابس غريبة ذات ألوان زاهية، وقصور فخمة، ومساجد. هناك أيضًا عدد لا يحصى من الحيوانات الغريبة مثل الطاووس والثعابين البحرية، والعديد من الطيور التي تأثر أسلوبها بوضوح بالرسم الياباني. هناك أيضًا فصل عن الوحوش والشياطين والوحوش التي تتردد على الصور التركية في العصور الوسطى.
في عام 2007، أصدرت دار النشر الإسبانية موليرو (بالإنجليزية: M. Moleiro Editor) الطبعة الأولى والوحيدة من كتاب مطالع السعادة، وهي طبعة محدودة من 987 صفحة، مع مجلد مصاحب للدراسات التي أجراها ميغيل أنخيل دي بونيس إيبارا وإيفريم توركشيليك، عضوا المجلس الأعلى للبحوث العلمية مع غونسل ريندا (أستاذ الفن العثماني، جامعة قوج)، وستيفانو كاربوني (من متحف متروبوليتان للفنون).

## معرض

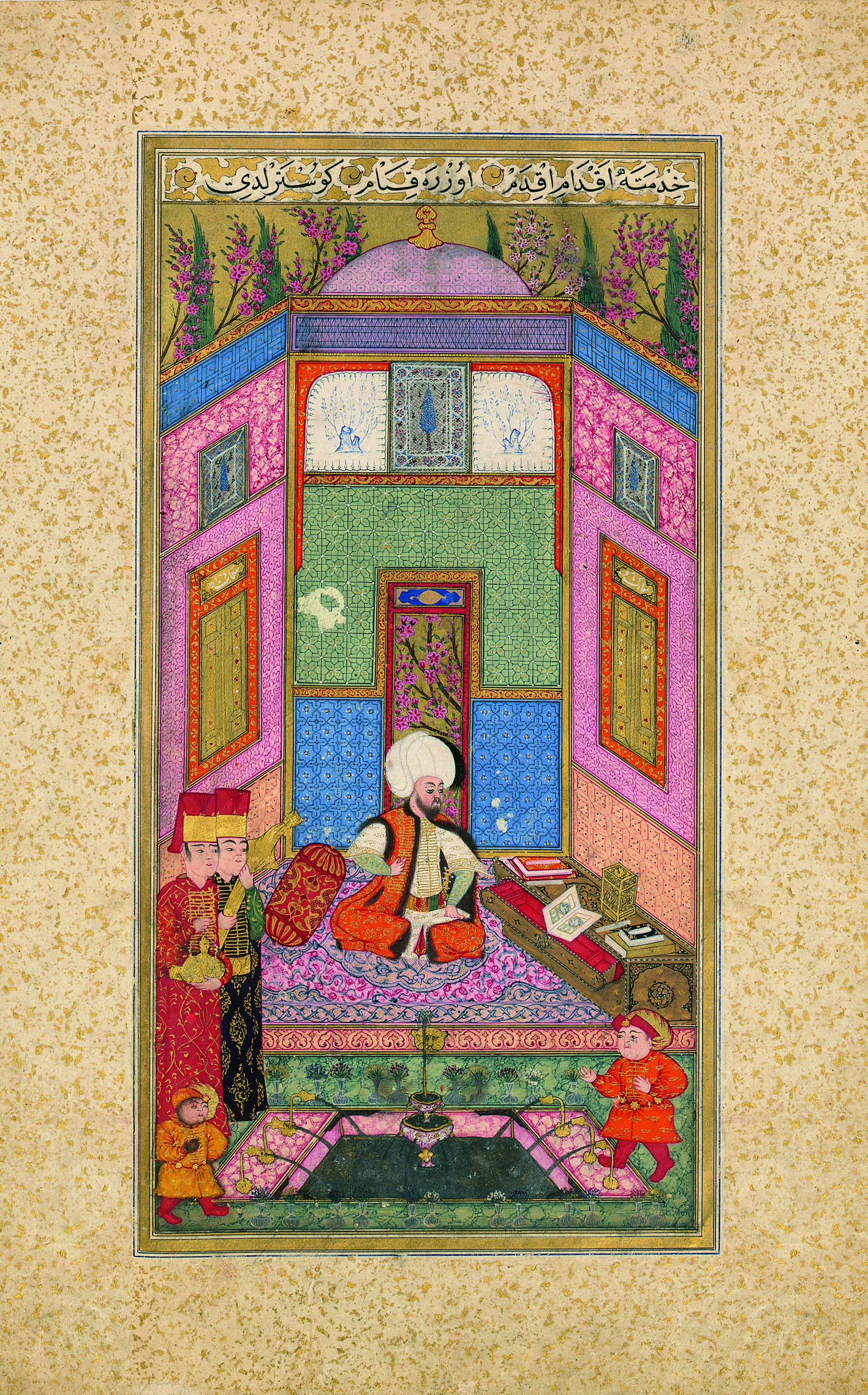
المنمنمة الأولى تصور السلطان مراد الثالث راعي الكتاب (ص 7ف)
برج السرطان (ص 14ف)
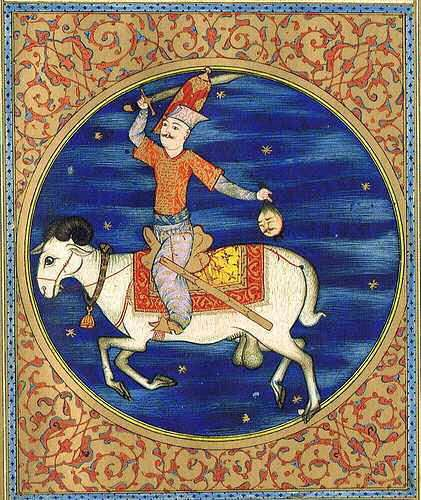
برج الحمل التفاصيل في (ص 8ف)

## طالع أيضًا
- كتاب البلهان

## روابط خارجية
- Page from the مطالع السعادة من موقع دار النشر الإسبانية موليرو (بالإنجليزية: M. Moleiro Editor)
- مقالة نشرت في مجلة ألبوم ليترات آرتس